# Андроновска култура
Андроновската култура е общото наименование на група археологически култури от бронзовата епоха, обхващащи части от Южен Сибир и Централна Азия в периода 22-11 век пр.н.е. Наречена е на село Андроново в долината на река Енисей, Южен Сибир, където през 1914 година са открити няколко гроба със скелети в свито положение и богато украсена керамика.

## Характеристики
Смята се, че хората от андроновската култура откриват колесницата с колела със спици (края на 21 век пр.н.е.). Разкопките при Синтаща са известни със специфичните погребения с колесници. Те са открити в кургани, в които са оставяни също части или цели животни (кон и куче). Синтаща често се сочи като най-старият протоиндо-ирански обект. Предполага се, че обитателите на селището все още са говорели общ протоиндо-ирански език.
Хората от андроновската култура добиват медна руда в Алтай. Те живеят в села от по десетина наколни дървени къщи с размери до 30 на 60 m. Погребенията се извършват в каменни ковчези или в заровени дървени камери оградени с камък. Смята се, че икономиката им се основава на животновъдството, главно отглеждане на коне и говеда, но също овце и кози. Има свидетелства и за наличие земеделие.

## Периодизация и разпространение
В андроновската култура се различават поне четири подкултури, като общата посока на разпространение е на юг и изток:
- Синтаща-Петровка (22-17 век пр.н.е.) – Южен Урал, Северен Казахстан
- Алакул (21-15 век пр.н.е.) – между Амударя и Сърдаря, в Къзълкум
- Фьодорово (15-13 век пр.н.е.) – Южен Сибир
- Алексеевка (12-11 век пр.н.е.) – Източен Казахстан

Интензивно разширение на културата на изток се наблюдава в средата на 2 хилядолетие пр.н.е., когато тя достига до Алтай.
Географското разпространение на андроновската култура е трудно да се определи с голяма точност. На западния край между Волга и Урал тя се застъпва с приблизително съвременната, но различна, срубненска култура. Там взаимното влияние на двете култури е силно и продължително и керамика в стила на Фьодорово е открита на запад до днешен Волгоград.
На изток андроновската култура достига до Минусинската котловина, застъпвайки се там с по-ранната афанасиевска култура. Отделни находки са разпръснати на юг до Копет Даг (Туркменистан), Памир (Таджикистан) и Тяншан (Киргизстан). Северната граница грубо съответства на началото на тайгата.

## Наследство
В Южен Сибир и Казахстан андроновската култура е наследена от карасукската култура (15-9 век пр.н.е.), която се определя от някои изследователи като неиндоевропейска, а от други – като протоиранска.
На запад андроновската култура е последвана от срубненската култура. Първите исторически народи, свързвани с този регион са кимерийците и скитите, мигрирали в днешна Украйна (9 век пр.н.е.) и през Кавказ в Анатолия и Асирия (8 век пр.н.е.).